# وینفیلد شیهن
وینفیلد شیهن (انگلیسی: Winfield Sheehan؛ ۲۴ سپتامبر ۱۸۸۳ – ۲۵ ژوئیه ۱۹۴۵) تهیه‌کننده فیلم اهل ایالات متحده آمریکا بود. او مسئول بسیاری از تولیدات فاکس فیلم در طول دهه‌های ۱۹۲۰ و ۱۹۳۰ بود.
شیهن برنده جایزه اسکار بهترین فیلم برای فیلم سواران شده‌است.